# آندریا کاروپو (بازیکن فوتبال)
آندریا کاروپو (انگلیسی: Andrea Caroppo؛ زادهٔ ۱۸ ژوئیهٔ ۱۹۹۰) بازیکن فوتبال اهل ایتالیا است.
از باشگاه‌هایی که در آن بازی کرده‌است می‌توان به باشگاه فوتبال هلاس ورونا، باشگاه فوتبال پالرمو، و باشگاه فوتبال برشا اشاره کرد.
وی همچنین در تیم ملی فوتبال زیر ۲۰ سال ایتالیا بازی کرده‌است.